# Legends of Tomorrow (5.ª temporada)
A quinta temporada de Legends of Tomorrow estreou na The CW em 21 de Janeiro de 2020. A temporada será composta por 15 episódios, mais um episódio especial para a "Crise nas Infinitas Terras" antes da estreia da temporada. É ambientado no Universo Arrow, servindo como continuidade das outras séries de televisão do universo, é um spin-off de Arrow e The Flash. A temporada foi produzida pela Berlanti Productions, Warner Bros. Television e DC Entertainment, com Phil Klemmer e Keto Shimizu atuando como showrunners.
A temporada foi encomendada em Janeiro de 2019 e a produção começou em Julho. Maisie Richardson-Sellers, Brandon Routh, Courtney Ford, Ramona Young, Nick Zano, Tala Ashe, Caity Lotz, Jes Macallan, Dominic Purcell e Matt Ryan retornam das temporadas anteriores, enquanto Olivia Swann foi promovida ao elenco principal de seu status de convidada na quarta temporada.

## Episódios
| Especial |    |                                                                                     |                    |                                                                            |                         |      |
| 68 | -  | "Crisis on Infinite Earths: Part Five" "(Crise nas Infinitas Terras, Parte 5)" (BR) | Gregory Smith      | Keto Shimizu & Ubah Mohamed                                                | 14 de janeiro de 2020   | 1.35 |
| Acordando no universo recém-recriado, os Paragons descobrem que são os únicos que se lembram da Crise e que a Terra-38 e a Terra de Jefferson Pierce foram fundidas com a Terra-1 em um universo composto, mais tarde designado como Terra-Prime. Não só isso, o segundo sacrifício de Oliver Queen deu a todos eles um novo começo. Enquanto J'onn J'onzz usa seus poderes psiônicos para atualizar seus aliados, Sara Lance tenta encontrar Oliver sem sucesso. Mais tarde naquela noite, os Paragons são atacados por demônios das sombras. Um Nash Wells restaurado e cheio de remorso descobre que o Anti-Monitor ainda está vivo e conspirando para renovar sua destruição do multiverso. Para detê-lo de uma vez por todas, Nash, Ray Palmer, Barry Allen e Ryan Choi trabalham para desenvolver uma bomba para encolher o Anti-Monitor para a eternidade enquanto os outros heróis o distraem. Assim que terminar, Kara Danvers o usa no Anti-Monitor e o envia para o microverse. Algum tempo depois, Barry, Kara, Sara, J'onn, Jefferson, Kate Kane e Clark Kent realizam um serviço memorial para Oliver antes de concordarem em trabalhar juntos para proteger seu novo mundo em sua memória. Este episódio encerra evento crossover que começa no episódio 9 da 5ª temporada de Supergirl, e continua no episódio 9 da 1ª temporada de Batwoman, no episódio 9 da 6ª temporada de The Flash e no episódio 8 da 8ª temporada de Arrow. |    |                                                                                     |                    |                                                                            |                         |      |
| Temporada |    |                                                                                     |                    |                                                                            |                         |      |
| 69 | 1  | "Meet the Legends" "(Conheçam as Lendas)" (BR)                                      | Kevin Mock         | Grainne Godfree & James Eagan                                              | 21 de janeiro de 2020   | 0.72 |
| Após os eventos de Hey World e a derrota de Neron, as Lendas se tornaram heróis públicos. Com a Agência do Tempo desmontado, Ava Sharpe se junta aos Legends e permite que uma equipe de documentários os filme para que possam levantar fundos. Sara, Ray e Mick Rory voltam da crise, mas Sara ainda não aceitou a morte de Oliver. De repente, um terremoto ocorre, levando as Lendas para a Rússia de 1917, onde Grigori Rasputin voltou dos mortos. As lendas não conseguem convencer Rasputin a matar seu assassino, então eles retornam ao Waverider, mas deixam um membro da tripulação para trás. Como resultado, as Lendas formam um plano para parar Rasputin e resgatar o tripulante antes de retornar a 2020. Eles então lançam o documentário para o mundo, antes de afirmar que o filme foi falsificado. Enquanto isso, em 2020, John Constantine e Gary Green investigam um demônio chamado Masher, que possuía uma criança em Star City. Constantino realiza um exorcismo, libertando a criança e mandando Masher de volta ao Inferno. Constantine também retorna ao Inferno, Mick para de escrever e passa sua carreira para Mona Wu, e Nate vê uma velha mensagem de Zari Tomaz, pedindo-lhe para encontrá-la na nova linha do tempo. |    |                                                                                     |                    |                                                                            |                         |      |
| 70 | 2  | "Miss Me, Kiss Me, Love Me" "(Senhorita Me Ame, Me Beije)" (BR)                     | David Geddes       | Ray Utarnachitt                                                            | 4 de fevereiro de 2020  | 0.77 |
| As Lendas seguem para 1947, onde o mafioso Bugsy Siegel foi revivido, com Mona cunhando o termo "Encore" para esses indivíduos revividos. Com seu novo sopro de vida, Bugsy planeja chegar ao topo do mundo do crime tornando-se um corretor de informações. Ele também se vinga de seu assassino, usando uma arma carregada com balas de fogo do inferno para destruir seu corpo e alma. Enquanto isso, Constantine se apresenta como um detetive para lidar com a ex-namorada de Bugsy, que está atrás de um saco de dinheiro que o bandido enterrou. Apesar de causar o caos, as Lendas capturam Bugsy, que Constantine usa para retornar ao Inferno e matá-lo com sua própria Hell Gun antes de avisar Astra para parar. Enquanto isso, Nate e Behrad Tarazi voltam para a hora e cidade natal do último para jantar, onde descobrem que Zari se tornou uma celebridade da internet. Nate e Zari quase se conectam quando ela percebe que os dois estavam no Hey World e não envelheceram um dia, mas ela ameaça contar a seus pais sobre isso quando Behrad e Nate abrem um portal do tempo para o Waverider. |    |                                                                                     |                    |                                                                            |                         |      |
| 71 | 3  | "Slay Anything" "(Mate Qualquer Coisa)" (BR)                                        | Alexandra La Roche | Matthew Maala & Tyron B Carter                                             | 11 de fevereiro de 2020 | 0.74 |
| Ray acredita que os Encores podem ser interrompidos reformando-os no passado. As Lendas testam essa ideia quando o assassino em série Freddy Meyers é encored em 2004 e ataca sua reunião de colégio. Sara, Ava e Mick vão lá para detê-lo enquanto Ray, Nate e Behrad levam Nora Darhk para 1989 para se tornar a fada madrinha de Freddy e preparar sua noite de baile. As Lendas encontram evidências de uma brincadeira que o namorado de Freddy, Tiffany e um atleta iriam pregar, mas o primeiro mudou de ideia e fez o segundo confessar. Com o incentivo de Nora, Freddy usa seu último desejo de executar um número de dança para mostrar seu "verdadeiro eu". Zari tem flashes de sua vida como hacker e escapa do Waverider assim que o verdadeiro assassino ataca o baile. Para o horror de Freddy, o assassino é sua mãe excessivamente possessiva, Kathy, cujo crime ele levou a culpa. Behrad consegue nocauteá-la, desfazendo seu dano em 2004. As Lendas se reencontram na reunião, descobrindo que Freddy e Tiffany se casaram enquanto Mick se reconecta com uma antiga namorada, Ali. Enquanto isso, Constantine recorre a medidas desesperadas para impedir os Encores de Astra, enfrentando o fantasma de sua mãe, para desgosto de Charlie e Gary. |    |                                                                                     |                    |                                                                            |                         |      |
| 72 | 4  | "A Head of Her Time" "(A Cabeça de Seu Tempo)" (BR)                                 | Avi Youabian       | Morgan Faust                                                               | 18 de fevereiro de 2020 | 0.72 |
| Sara deixa Ava encarregada das Lendas enquanto ela segue para Star City a negócios. Um Encore aparece em 1793 na França, causando um massacre. As Lendas investigam, encontrando Marie Antoinette, que foi encored após sua execução. Ao descobrir que Marie tem um perfume mágico, as Lendas a capturam, separando sua cabeça de seu corpo. Sem entender o quão perigoso é o perfume, Zari o rouba quando Behrad a leva de volta a 2040 para o lançamento de seu próprio perfume. Behrad, Nate e Ava vão pará-la enquanto o corpo de Marie fica livre e rouba a arma de calor de Mick. Zari é empurrada em uma fonte para lavar o perfume e escoltada de volta ao Waverider antes que ela possa danificar a história ainda mais. Eles retornam assim que Mick e Ray param o corpo de Marie e o trancam no laboratório, embora Astra a faça voltar ao Inferno. Zari tem outro flashback de sua antiga vida e fala com Ava sobre as dificuldades da vida, tornando-se amiga. Enquanto isso, Constantine é atormentado pelo fantasma de Natalie, a mãe de Astra e a ex de John que cometeu suicídio depois que ele acidentalmente enviou Astra para o Inferno. Ela revela que o Tear do Destino é a chave e Charlie sabe onde está. Charlie revela que ela o destruiu, assim que Constantine começa a tossir sangue. |    |                                                                                     |                    |                                                                            |                         |      |
| 73 | 5  | "Mortal Khanbat" "(Khanbat Mortal)" (BR)                                            | Caity Lotz         | Grainne Godfree & Mark Bruner                                              | 25 de fevereiro de 2020 | 0.74 |
| Quando ele é diagnosticado com câncer de pulmão estágio 4, Constantine conclui que Astra adulterou sua moeda da alma e força Ray e Gary a ajudá-lo a encontrar uma maneira de estender sua vida, mas sem sucesso. Envenenando-se, Constantino vai para o Inferno e diz a Astra que prometeu a sua mãe que usaria o Tear do Destino para salvá-los, então ela lhe dá os anos restantes de volta. Enquanto isso, as Lendas seguem para Hong Kong dos anos 1990, onde Genghis Khan está tentando iniciar um novo império usando uma espada do inferno e as Tríades contemporâneas para forçar o Príncipe Charles a entregar o controle da cidade para ele. Usando seus poderes para se disfarçar como o Príncipe Charles, Charlie consegue roubar a espada de Khan e matá-lo com ela. Depois disso, Charlie revela a seus amigos que ela é na verdade Clotho do Tear e que ela espalhou o Tear do Destino por todo o multiverso para dar a todos o livre arbítrio. Devido à crise, no entanto, as peças estão agora na Terra-Prime e suas irmãs estão em busca de vingança contra ela. |    |                                                                                     |                    |                                                                            |                         |      |
| 74 | 6  | "Mr. Parker's Cul-De-Sac" "(Rua Sem Saída do Senhor Parker)" (BR)                   | Ben Bray           | Keto Shimizu & James Eagan                                                 | 10 de março de 2020     | 0.73 |
| Ray planeja um jantar romântico para Nora na casa de Constantine, planejando pedir a ela em casamento enquanto Nate e Behrad cuidam de sua última pupila, Pippa, no Waverider. Infelizmente, seu pai, Damien Darhk, é encorajado após a morte de Mallus e rouba o mensageiro do tempo de Gary para chegar a 2020. Quando Constantine comete um erro, Nora tenta fazê-lo passar por seu amante e seus amigos como seus asseclas. O estratagema falha, forçando Nora a revelar a verdade, desapontando Damien. Depois que Pippa deseja que todos participem do programa de TV, Cul-De-Sac do Sr. Parker, Nora diz a Damien que ser uma fada madrinha a ajuda com o trauma de ter sido criada pelo culto de Mallus em vez dele. Damien dá sua bênção e todos são libertados. Ray e Nora têm um casamento improvisado, com Damien avisando a seu novo genro que Nora não pode viver sua vida ao máximo como uma lenda. Ele sai discretamente e se mata com a lâmina de Khan. Enquanto isso, Mick descobre que alguém difamou seus livros. Com a ajuda de Zari, ele rastreia uma garota chamada Lita, que ele descobre ser filha dele e de Ali. Não querendo contaminar a vida de Lita com sua presença, Mick apaga a visita da mente de todos. |    |                                                                                     |                    |                                                                            |                         |      |
| 75 | 7  | "Romeo v Juliet: Dawn of Justness" "(Romeu vs. Julieta: A Origem da Justiça)" (BR)  | Alexandra La Roche | Ray Utarnachitt & Matthew Maala                                            | 17 de março de 2020     | 0.67 |
| Enquanto na Inglaterra do século 16 para recuperar a primeira peça do Tear do Destino, as Lendas, inadvertidamente, inspiraram William Shakespeare a reescrever Romeu e Julieta como uma história de super-herói quando ele estava prestes a escrever seu final. Pior ainda, eles não conseguem limpar sua mente corretamente após uma briga de bar. Inicialmente, eles decidem deixar o dramaturgo ser como eles conseguiram o que vieram. No entanto, Sara se recusa a aceitar isso e força sua equipe a retornar e convencer Shakespeare a escrever Romeu e Julieta como pretendido. Depois que seu chefe retira seus atores antes de uma apresentação, Shakespeare fica desanimado até que as Lendas se oferecem para substituí-los. Depois disso, Ray e Nora deixam o Legends para viver suas vidas juntos. Enquanto isso, Astra obtém um dispositivo de visualização especial para espionar Constantine. No entanto, ele rapidamente entende e usa um feitiço para nocauteá-la. Quando ela volta a si, ela percebe o que Constantine está realmente procurando. |    |                                                                                     |                    |                                                                            |                         |      |
| 76 | 8  | "Zari, Not Zari" "(Não, Zari Não)" (BR)                                             | Kevin Mock         | Morgan Faust & Tyron Carter                                                | 21 de abril de 2020     | 0.65 |
| A irmã de Charlie, Atropos, mata sua antiga banda logo depois que ela foi recrutada pelas Lendas. Sara, Charlie e Constantine descobrem que a segunda peça do Tear está escondida nos dias atuais no set de Supernatural. Antes que eles possam encontrá-lo, Atropos os ataca e pega as duas peças do Tear antes de matar Sara. Depois que ela é inexplicavelmente revivida, Sara joga Átropos na corrente do tempo. Enquanto isso, Zari tenta descobrir por que ela está experimentando memórias da linha do tempo anterior. Enquanto se comunica com os espíritos de sua família dentro do totem do vento, ela descobre seu eu passado e eles discutem suas vidas diferentes; reconciliando suas diferenças e concedendo a Zari o controle do totem mais uma vez. Quando Atropos retorna para atacar o Waverider, ela mata Behrad, mas Sara e Charlie pegam de volta as peças do Tear e a derrotam mais uma vez. Em outro lugar, Mick quer melhorar seu relacionamento com Lita, então ele e Ava tentam criar momentos memoráveis e tirar fotos ao longo da vida de Lita. No entanto, Lita continua decepcionada e Mick percebe que precisa se envolver mais na vida dela para ser um bom pai. |    |                                                                                     |                    |                                                                            |                         |      |
| 77 | 9  | "The Great British Fake-Off" "(A Grande Falsificação Britânica)" (BR)               | David Geddes       | Jackie Canino                                                              | 28 de abril de 2020     | 0.69 |
| Charlie revela que deu o último fragmento do Tear para a Feiticeira, que o tornou extremamente difícil de encontrar. Constantine tenta usar a energia de todos para invocar o fragmento, mas Sara desmaia; forçando ele e Zari a viajar para a Inglaterra de 1918, onde descobrem que a casa de Constantine costumava ser uma pensão. Eles fazem o check-in, apenas para descobrir que vários Encores os venceram lá. Depois de se disfarçarem como Jack, o Estripador e Cleópatra, eles descobrem que a segunda irmã de Charlie, Lachesis, enviou os Encores com o mesmo propósito que eles. Embora seu engano seja descoberto, Constantine e Zari destroem com sucesso os Encores, recuperam suas armas do Inferno e obtêm o Anel da governanta; quem sem o conhecimento deles, exceto John, era Feiticeira. Enquanto isso, Ava, Gary e Mick vão para o Inferno para confrontar Astra e descobrir por que ela enviou seus Encores, apenas para Astra descobrir que Lachesis e Atropos roubaram suas moedas de alma para obter o Tear para si, embora eles se ofereçam para dar a ela o lugar de Charlie . Astra aceita receber a moeda de Constantine de volta, mas secretamente se junta às Lendas para garantir que seu destino mude para melhor. |    |                                                                                     |                    |                                                                            |                         |      |
| 78 | 10 | "Ship Broken" "(Navio Quebrado)" (BR)                                               | Andi Armaganian    | James Eagan & Mark Bruner                                                  | 5 de maio de 2020       | 0.72 |
| Em um esforço para se relacionar com Lita, Mick a leva a bordo do Waverider para o fim de semana. Gary também traz seu novo cão de terapia, Gary Junior, a bordo. Charlie tenta usar o Tear do Destino para ressuscitar Behrad, mas falha, fazendo com que a nave perca energia. Sara acorda do coma, apenas para descobrir que ficou cega e ganhou a capacidade de ver visões futuras da morte de pessoas ao tocar em alguém. Quando as Lendas descobrem que os fragmentos do Tear desapareceram e o Waverider foi sabotado, eles imediatamente acusam Astra. No entanto, depois de ouvir uma voz dizendo a ela para matar Gary, e Zari encontra uma filmagem da tripulação destruindo o navio quando Junior estava por perto, Sara e os outros percebem que Junior é o culpado. Gary revela que Junior foi um "resgate" do Inferno, fazendo Ava perceber que Junior é na verdade um cão infernal chamado Marchosias. Constantine envia Marchosias de volta ao Inferno e Gary recupera os fragmentos. Ava leva Sara ao medbay para curar sua cegueira, mas Gideon não consegue encontrar nada de errado com ela. |    |                                                                                     |                    |                                                                            |                         |      |
| 79 | 11 | "Freaks and Greeks" "(Geeks & Anormais)" (BR)                                       | Nico Sachse        | Matthew Maala e Ubah Mohammed                                              | 12 de maio de 2020      | 0.66 |
| As Lendas viajam para a Hudson University, alma mater de Nate, para participar de um concurso realizado pelo deus grego Dioniso, onde o vencedor receberá um cálice encantado que tornará seus bebedores imortais por um dia. Sara espera que, ao atingir a imortalidade, as Lendas possam ajudar Charlie a usar o Tear. Enquanto forma uma irmandade para garantir a elegibilidade das Lendas no concurso, Nate cai sob a influência de Dioniso, pois ele pretende desencorajar seus esforços e "manter a festa em movimento", lembrando como o Destino usou o Tear para suprimir o livre arbítrio. Depois de sabotar uma das festas de Dionísio e ganhar um jogo de beer pong usando sua recém-descoberta habilidade cognitiva, Sara pega o cálice e sugere que todos bebam dele, com o que todos, exceto Zari, concordam. No entanto, Astra é confrontado por Lachesis, que veio para receber um favor dela. |    |                                                                                     |                    |                                                                            |                         |      |
| 80 | 12 | "I Am Legends" "(Eu Sou Lendas)" (BR)                                               | Andrew Kasch       | História por : Ray Utarnachitt Roteiro por : Leah Pouillot & Emily Cheever | 19 de maio de 2020      | 0.80 |
| Astra é forçada a deixar as Lendas para trás na casa de Constantine e sequestrar o Waverider para que possa usar o Tear Destino em troca da ressurreição de sua mãe, mas Lachesis a dissuade. Gary, que ficou preso a bordo da nave do tempo, trabalha com uma alucinação de Gideon para manter os fragmentos do Tear do Destino. Ele convence Astra a não trair as Lendas, mas antes que ela possa recuperá-las, Átropos a mata por trair o Destino. Enquanto isso, as Lendas tentam ir para um antigo esconderijo da Agência do Tempo em Londres para conseguir um mensageiro do tempo, mas Atropos os persegue e cria um apocalipse zumbi na Inglaterra. A imortalidade da equipe termina antes que eles possam usar o mensageiro e eles se sacrifiquem para permitir que Charlie escape. Ela consegue voltar para o Waverider e pegar os fragmentos de Gary, mas Atropos o mata. Sem ter para onde fugir e sem outras opções, Charlie dá os fragmentos para suas irmãs e concorda em ajudá-las a usar o Tear. |    |                                                                                     |                    |                                                                            |                         |      |
| 81 | 13 | "The One Where We're Trapped On TV" "(Aquele Em Que Estamos Presos na TV)" (BR)     | Marc Guggenheim    | Grainne Godfree & James Eagan                                              | 26 de maio de 2020      | 0.76 |
| Em um mundo distópico controlado pelo Tear do Destino, Mona, Gary e o resto da população sintonizam em programas de televisão feitos pela Clotho Productions, estrelando as Lendas. Enquanto na sitcom Ultimate Buds, Zari é possuída por sua própria linha do tempo anterior, que percebe que seu mundo não é real. Mona e Gary vão para a Clotho Productions e encontram seus amigos presos em um algoritmo e restauram suas memórias, incluindo os anteriores Zari e Behrad. Charlie revela que ela criou o algoritmo para as Lendas viverem para mantê-las seguras. Depois que Charlie usa o Senhor Parker da Rua Sem Saída do Senhor Parker para devolver as Lendas aos seus programas, eles escapam tendo seus programas cancelados, encontrando-se em um aparelho de TV vazio. Charlie se oferece para restaurar os programas e permitir que as duas versões do Zari existam separadamente para tentar controlá-los, mas as Lendas escolhem o livre arbítrio e deixam o conjunto. Charlie diz a Mona e Gary que ela não pode mais proteger seus amigos de suas irmãs por causa de sua decisão. |    |                                                                                     |                    |                                                                            |                         |      |
| 82 | 14 | "Swan Thong" "(Tanga de Cisne)" (BR)                                                | Kevin Mock         | Keto Shimizu & Morgan Faust                                                | 2 de junho de 2020      | 0.73 |
| Infiltrando-se no templo do Destino, Sara mata Atropos jogando-a no Tear do Destino, destruindo-o. Como resultado, Sara perde seus poderes e recupera a visão. Viajando quatro meses no futuro, as Lendas descobrem que Lachesis reconstruiu o Tear como um aplicativo smartwatch e aprisionou Charlie no Museu das Más Ideias, que estava convencido de que tudo de errado com a humanidade é culpa dela. Libertando-a e levando-a de volta para a nave, as Lendas descobrem que o Tear está realmente destruído e Lachesis está usando Gideon como uma cobertura. Lita ajuda Charlie a ver que o que é bom pode vir do caos e a inspira a se juntar às Lendas para fechar o aplicativo de Lachesis e matar os Encores finais no museu. Percebendo que Lachesis é humano sem o Tear, Charlie a perdoa e diz a ela para viver a vida que ela tem. Zari da linha do tempo anterior percebe que sua presença está matando Behrad lentamente, então ela retorna ao totem. Voltando à Londres dos anos 1970 e sua banda, Charlie também deixa o time. Astra começa sua segunda chance de vida morando com Constantino e devolvendo-lhe a moeda da alma. Sem o conhecimento da equipe, Sara é abduzida por alienígenas. |    |                                                                                     |                    |                                                                            |                         |      |

## Elenco e personagens
| - Brandon Routh como Ray Palmer / Átomo - Caity Lotz como Sara Lance / Canário Branco - Maisie Richardson-Sellers como Charlie / Clotho - Tala Ashe como Zari Tarazi e Zari Tomaz - Jes Macallan como Ava Sharpe - Courtney Ford como Nora Darhk - Olivia Swann como Astra Logue - Amy Louise Pemberton como Gideon - Nick Zano como Nate Heywood / Cidadão Gládio - Dominic Purcell como Mick Rory / Onda Térmica - Matt Ryan como John Constantine | - Shayan Sobhian como Behrad Tarazi - Ramona Young como Mona Wu - Adam Tsekhman como Gary Green - Sarah Strange como Lachesis - Joanna Vanderham como Atropos - Mina Sundwall como Lita - Emmerson Sadler como Lita (idades 5 e 7) - Scarlett Jando como Lita (idades 8, 9 & 10) |

### Convidados
- Sisa Grey como Wolfi
- Michael Eklund como Grigori Rasputin
- Ryan Elm como Nicholas II
- Luisa Jojic como Alexandra Feodorovna
- Adam Beauchesne como Kevin Harris
- Jonathan Sadowski como Bugsy Siegel
- Beth Riesgraf como Kathy Meyers
- Garrett Quirk como Freddy Meyers
- Seth Meriwether como Freddy Meyers (jovem)
- Lisa Marie DiGiacinto como Ali
- Kazz Leskard como Napoleão
- Terry Chen como Genghis Khan[31]
- Madeline Hirvonen como Pippa
- Devyn Dalton como Púca
- Robin Atkin Downes como a voz do Bulldog Cane
- Chris Robson como Principe Charles
- Neal McDonough como Damien Darhk[32]
- Erik Gow como Sr. Parker
- Rowan Schlosberg como William Shakespeare
- Timothy Lyle como Jack the Ripper / Dr. White
- Ben Sullivan como Clyde Barrow
- Abby Ross como Bonnie Parker
- Sean Millington como Black Caesar
- Chris Gauthier como Henry VIII
- Peter Ciuffa como Marcus Junius Brutus
- Samantha Liane Cole como Magia
  - Marion Eisman como Mrs. Hughes
  - Stephanie George como Egyptian Handmaiden
- Andrew Morgado como a voz d Marchosias
- Drew Tanner como Dionysus / Dion
- Sisqó como Sisqó Animatrônico

#### "Crise nas Infinitas Terras"
- LaMonica Garrett como Mobius / Anti-Monitor[33][e]
- Grant Gustin como Barry Allen / Flash[34]
- Melissa Benoist como Kara Danvers / Supergirl[34]
- Ruby Rose como Kate Kane / Batwoman
- Cress Williams como Jefferson Pierce / Raio Negro[35]
- Chyler Leigh como Alex Danvers
- Nicole Maines como Nia Nal / Sonhadora
- Tyler Hoechlin como Clark Kent / Superman
- Elizabeth Tulloch como Lois Lane
- David Harewood como J'onn J'onzz / Caçador de Marte
- Jon Cryer como Lex Luthor
- David Ramsey como John Diggle / Espartano
- Juliana Harkavy como Dinah Drake / Canário Negro
- Rick Gonzalez como Rene Ramirez / Cão Selvagem
- Audrey Marie Anderson como Lyla Michaels
- Danielle Panabaker como Caitlin Snow / Nevasca
- Tom Cavanagh como Nash Wells
- Osric Chau como Ryan Choi
- Reina Hardesty como Joss Jackam / Bruxa do Tempo
- Eileen Pedde como o Presidente
- Raúl Herrera como Sargon o Sacerdote
- Marv Wolfman como ele mesmo
- Benjamin Diskin como a voz Beebo
- Stephen Amell como Oliver Queen / Arqueiro Verde

## Produção

### Desenvolvimento
Em 31 de janeiro de 2019, The CW renovou a série para uma quinta temporada. Phil Klemmer e [[Keto Shimizu]] são os showrunners da temporada.

### Roteiro
A quarta temporada terminou com Astra Logue restaurando muitas figuras históricas notórias como Genghis Khan, Joseph Stalin e Charles Manson à vida. Klemmer disse que esses personagens seriam chamados de "Encores" e teriam o vilão da semana tratamento, enquanto o Grande Mal da temporada não seria relacionado a demônios, mais tarde revelou ser Lachesis e Atropos dos três destinos. Explicou que isso foi feito com o intuito de voltar às raízes da série, de se enraizar "mais firmemente na história e nos períodos históricos e nas figuras e verdadeiros vilões". Klemmer acrescentou que a temporada iria explorar como Zari Tomaz seria se ela "vivesse uma vida mais encantadora" e não viesse de um "futuro distópico e autoritário". A temporada também explora o relacionamento de Zari com seu irmão Behrad Tarazi. Após o final da quarta temporada, a Agência do Tempo foi fechada e sua ex-diretora Ava Sharpe ficou desempregado. A quinta temporada mostra Ava morando no Waverider com sua namorada Sara Lance, tentando descobrir como ela se encaixa no time. Ele continua a aumentar a relação "Avalance", e também apresenta Sara desenvolvendo o poder da precognição.

### Escolha do elenco
Os membros do elenco principal Brandon Routh, Caity Lotz, Maisie Richardson-Sellers, Tala Ashe, Jes Macallan, Amy Louise Pemberton, Courtney Ford, Nick Zano, Dominic Purcell e Matt Ryan voltam como Ray Palmer, Sara Lance, Charlie, Zari Tomaz, Ava Sharpe, Gideon, Nora Darhk, Nate Heywood, Mick Rory, e John Constantine respectivamente. Esta é a temporada final de Routh, Ford e Richardson-Sellers, com o episódio "Romeo v Juliet: Dawn of Justness" marcando a aparição final de Routh e Ford como regulares da série, enquanto Richardson-Sellers partiu após a temporada final. Olivia Swann, que atuou como Astra Logue na quarta temporada, foi promovida ao elenco principal na quinta temporada. Ramona Young, que estrelou como Mona Wu na quarta temporada, voltou como uma estrela convidada recorrente.

### Filmagens
As filmagens começaram em 15 de julho de 2019. O quinto episódio da temporada, "Mortal Khanbat", marca a estreia de Lotz na direção. As filmagens terminaram em janeiro de 2020. Apesar do episódio "Crisis on Infinite Earths" ser o oitavo episódio filmado, os eventos do episódio ocorrem antes do resto da temporada.

### Ligações com o Universo Arrow
Em dezembro de 2018, durante o final do crossover anual "Elseworlds", um crossover subsequente foi anunciado intitulado "Crisis on Infinite Earths", baseado na série de quadrinhos de mesmo nome. O crossover apresenta Tyler Hoechlin reprisando seu papel como Clark Kent / Superman de Supergirl, enquanto Routh retrata outra versão do Superman. Ocorreu ao longo de cinco episódios - três em dezembro de 2019 e dois em janeiro de 2020, com o episódio do crossover de Legends of Tomorrow transmitido em janeiro. O episódio de Legends of Tomorrow é considerado um episódio especial, e não a estreia da temporada da série.

## Lançamento

### Exibição
A temporada estreou na The CW em 21 de janeiro de 2020. A temporada durou 15 episódios, que incluíram o episódio especial produzido para o crossover "Crisis on Infinite Earths" antes da estreia da temporada.

## Marketing
O primeiro trailer oficial da temporada foi lançado em 5 de dezembro de 2019.

## Recepção

### Audiência
| №  | Título                              | Exibição original       | Rating/share (18–49) | Audiência (em milhões) | DVR (18–49) | Audiência em DVR (milhões) | Total (18–49) | Audiência total (em milhões) |
| -- | ----------------------------------- | ----------------------- | -------------------- | ---------------------- | ----------- | -------------------------- | ------------- | ---------------------------- |
| 1  | "Meet the Legends"                  | 21 de janeiro de 2020   | 0.2/1                | 0.72                   | 0.3         | 0.66                       | 0.5           | 1.37                         |
| 2  | "Miss Me, Kiss Me, Love Me"         | 4 de fevereiro de 2020  | 0.2                  | 0.79                   | 0.2         | 0.54                       | 0.4           | 1.33                         |
| 3  | "Slay Anything"                     | 11 de fevereiro de 2020 | 0.2                  | 0.74                   | 0.2         | 0.58                       | 0.4           | 1.32                         |
| 4  | "A Head of Her Time"                | 18 de fevereiro de 2020 | 0.2                  | 0.72                   | 0.2         | 0.52                       | 0.4           | 1.24                         |
| 5  | "Mortal Khanbat"                    | 25 de fevereiro de 2020 | 0.2                  | 0.74                   | 0.2         | 0.56                       | 0.4           | 1.30                         |
| 6  | "Mr. Parker's Cul-De-Sac"           | 10 de março de 2020     | 0.2                  | 0.73                   | 0.2         | 0.57                       | 0.4           | 1.30                         |
| 7  | "Romeo V. Juliet: Dawn of Justness" | 17 de março de 2020     | 0.2                  | 0.67                   | 0.2         | 0.56                       | 0.4           | 1.23                         |
| 8  | "Zari, Not Zari"                    | 21 de abril de 2020     | 0.2                  | 0.65                   | 0.2         | 0.54                       | 0.4           | 1.19                         |
| 9  | "The Great British Fake Off"        | 28 de abril de 2020     | 0.2                  | 0.69                   | 0.2         | 0.58                       | 0.4           | 1.27                         |
| 10 | "Ship Broken"                       | 5 de maio de 2020       | 0.2                  | 0.72                   | 0.2         | 0.55                       | 0.4           | 1.27                         |
| 11 | "Freaks and Greeks"                 | 12 de maio de 2020      | 0.2                  | 0.66                   | 0.2         | 0.45                       | 0.4           | 1.11                         |
| 12 | "I Am Legends"                      | 19 de maio de 2020      | 0.2                  | 0.80                   | 0.2         | 0.42                       | 0.4           | 1.22                         |
| 13 | "The One Where We're Trapped On TV" | 26 de maio de 2020      | 0.2                  | 0.76                   | 0.2         | 0.54                       | 0.4           | 1.30                         |
| 14 | "Swan Thong"                        | 2 de junho de 2020      | 0.2                  | 0.73                   | 0.2         | 0.53                       | 0.4           | 1.26                         |